# NGC 543
NGC 543 este o galaxie lenticulară, posibil eliptică, situată în constelația Balena. A fost descoperită în 31 octombrie 1864 de către Heinrich Louis d'Arrest.